# Угон Boeing 747 в Южный Йемен
Угон Boeing 747 в Южный Йемен — террористический акт, совершённый палестинской группировкой «Народный фронт освобождения Палестины (НФОП)» с 22 по 23 февраля 1972 года. В итоге все заложники на борту захваченного авиалайнера Boeing 747-230B авиакомпании Lufthansa (рейс DLH649) были освобождены, когда правительство Западной Германии заплатило выкуп в размере $ 5 000 000.

## Самолёт
Boeing 747-230B (регистрационный номер D-ABYD, заводской 20372, серийный 132) был выпущен в 1971 году (первый полёт совершил 16 апреля). 5 мая того же года был передан авиакомпании Lufthansa, в которой получил имя Baden-Württemberg. Оснащён четырьмя турбовентиляторными двигателями Pratt & Whitney JT9D-7A.

## Угон
Рейс DLH649 следовал по маршруту Токио—Гонконг—Бангкок—Дели—Афины—Франкфурт-на-Майне, который выполнялся 1 раз в неделю, вылетая из аэропорта Ханэда (Токио) во второй половине дня и прибывая в аэропорт Франкфурта-на-Майне на следующее утро.
Во вторник 22 февраля 1972 года выполнявший рейс DLH649 самолёт Boeing 747-230B борт D-ABYD был угнан 5 мужчинами, вооружёнными огнестрельным оружием и взрывчаткой. Нападение произошло около 01:00 ночи, через 30 минут после того, как рейс 649 с 172 другими пассажирами и 15 членами экипажа (во главе с командиром Эрвином Золлером (нем. Erwin Zoller)) на борту вылетел из аэропорта Палам в Дели и направлялся в аэропорт Элиникон в Афинах.
Позже было установлено, что угонщики, представившиеся членами Организации сопротивления сионистским преследованиям, были членами «Народного фронта освобождения Палестины (НФОП)», и сели на рейс в разных аэропортах: 1 в Гонконге, 2 в Бангкоке и 2 в Дели.
Первоначально пилотам было приказано посадить самолёт на неподготовленной взлётной полосе в Аравийской пустыне. Когда угонщики узнали, что экипаж считает такой манёвр слишком опасным, они согласились вместо этого садиться в аэропорту Адена, который тогда был столицей Южного Йемена. После приземления были освобождены все женщины и дети, а также 1 стюардесса.
Через несколько часов после начала угона в штаб-квартире авиакомпании Lufthansa в Кёльне была получена записка: «Самолёт будет взорван к 9:00 следующего дня, если к тому времени не будет уплачен выкуп в размере 5 миллионов долларов США». Передача должна была произойти недалеко от Бейрута, согласно подробным инструкциям, изложенным в записке. Правительство Западной Германии (в то время Lufthansa была государственной авиакомпанией) решило полностью выполнить требования без каких-либо переговоров.
23 февраля, как только угонщики были проинформированы о том, что выкуп действительно был заплачен, пассажирам мужского пола (среди которых был Джозеф Кеннеди, 19-летний сын Роберта Ф. Кеннеди) разрешили покинуть угнанный самолет и сесть на борт Boeing 707, на котором вылетели в Бейрут, чтобы забрать выкуп, но этому самолёту также пришлось пробыть на земле еще 3 часа. Остальные 14 членов экипажа рейса DLH649 (все 3 пилота и 11 бортпроводников) остались заложниками внутри угнанного самолёта, и вечером были освобождены.
Хотя планировалось сохранить точную сумму денег в секрете, чтобы не вызвать подражания, сумма была раскрыта общественности 25 февраля Георгом Лебером, тогдашним федеральным министром транспорта. По словам представителя Международной ассоциации воздушного транспорта (IATA), на тот момент это был самый большой выкуп, когда-либо уплаченный за угнанный самолёт.

## Последствия угона

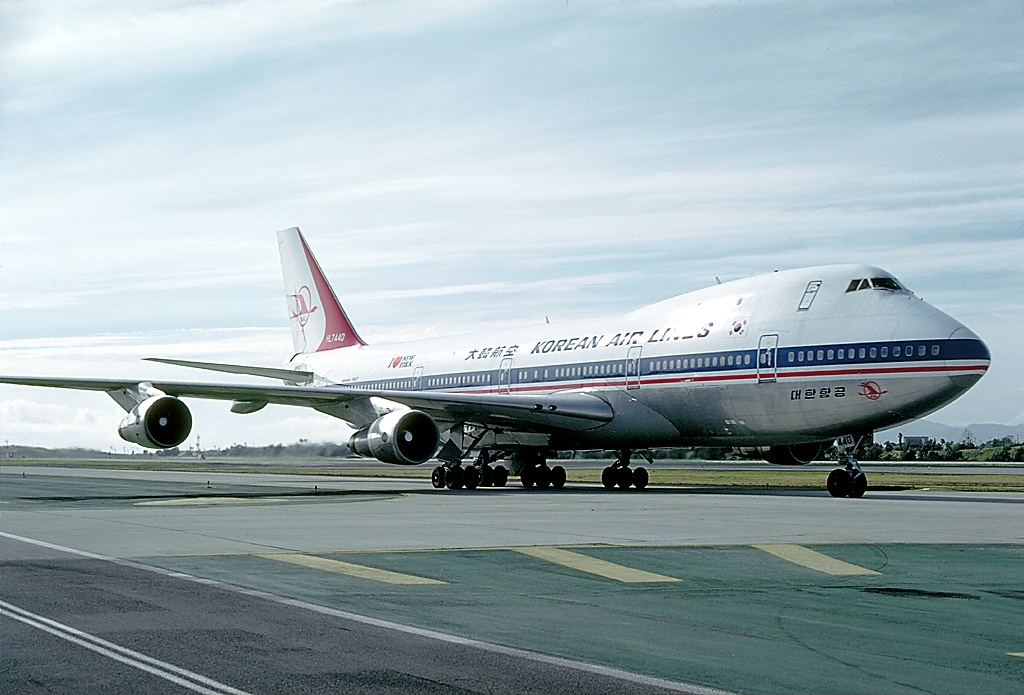
Угнанный самолёт в 1981 году (в период эксплуатации в Korean Air Lines (KAL))

После того, как все заложники рейса 649 были освобождены, угонщики сдались властям Южного Йемена. 27 февраля они снова были освобождены без предъявления обвинений в совершении каких-либо уголовных преступлений, вероятно, в обмен на выкуп в размере $ 1 000 000. Таким образом, установить личность преступников невозможно. Западногерманский новостной журнал «Der Spiegel» предположил, что оставшаяся часть выкупа была использована «НФОП» для финансирования нападавших японцев, устроивших бойню в аэропорту Лод, которая произошла 30 мая 1972 года.
Данный инцидент ознаменовал первое подобное событие в истории авиакомпании и положил начало серии актов насилия со стороны палестинцев в 1972 году, в первую очередь убийства заложников во время Летних Олимпийских игр в Мюнхене и последующего угона рейса DLH615. Израиль утверждал, что, выполнив требования нападавших во всех этих событиях, правительство Западной Германии «сдалось террористам». Это обвинение в сочетании с утверждениями о попытках умиротворения арабо-израильского конфликта, было опровергнуто в 1977 году, когда самолёт «Ландсхут» был освобождён спецподразделением «GSG 9», вместо того, чтобы вести переговоры с палестинскими угонщиками.

## Дальнейшая судьба самолёта
Boeing 747-230B борт D-ABYD после угона продолжил эксплуатироваться авиакомпанией Lufthansa. 26 ноября 1978 года был куплен авиакомпанией Korean Air Lines (KAL), в которой его б/н сменился на HL7440. 23 апреля 1991 года перешёл в лизинговую компанию GATX Leasing, в которой был перерегистрирован (борт N488GX). Примерно в 1997 году был списан и разделан на металлолом.
В данный момент бортовой номер D-ABYD в авиакомпании Lufthansa носит авиалайнер Boeing 747-8 (заводской номер 37829, серийный 1453), совершивший первый полёт 1 августа 2012 года; был передан Lufthansa 24 августа того же года, в которой получил имя Mecklenburg-Vorpommern.